# Jonathan Del Arco
Pour les articles homonymes, voir Del Arco.
Jonathan Del Arco, né le 7 mars 1966  est un acteur américain. Il est principalement connu pour avoir tenu le rôle du Dr Morales dans les séries télévisées The Closer : L.A. enquêtes prioritaires et son spin-off Major Crimes.

## Filmographie

### Au cinéma
- 2000 : True Rights (de Meg Thayer) : Sequoia

### À la télévision
- 1987: Miami Vice:
- 1992-1993 : Star Trek: The Next Generation (série télévisée) : Hugh le Borg
- 2003 : Nip/Tuck : Sofia Lopez (3 épisodes)
- 2007-2012 : The Closer : L.A. enquêtes prioritaires (série télévisée) : Dr Morales
- 2012-2018 : Major Crimes (série télévisée) : Dr Morales
- 2016 : NCIS : Enquêtes spéciales : Ned Senders, avocat (saison 14, épisode 6)
- depuis 2020 : Star Trek: Picard : Hugh le Borg